# ラバウル空港
ラバウル空港（ラバウルくうこう、Rabaul Airport）、別名トクア空港 (Tokua Airport) (IATA: RAB, ICAO: AYTK) は、パプアニューギニアのニューブリテン島に位置する空港。東ニューブリテン州の、現在とかつての州都であるココポとラバウルをおもな利用地域とする。

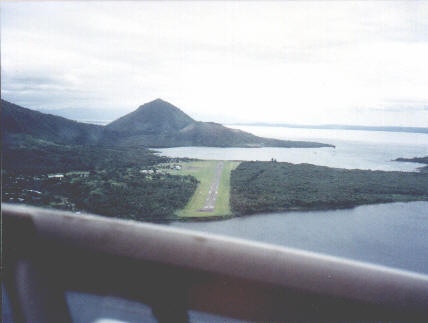
旧ラバウル空港、1988年2月17日撮影。

1994年9月の火山の噴火によってラバウルの市街地が破壊される前は、空港はマトゥピット島 (Matupit island) に近い火山であるタブルブル山の麓に位置していた。噴火活動によって旧空港は破壊され、代替空港として、旧空港から南西約45km、ラバウルカルデラの反対側にあたるトクア空港が利用された。旧空港の位置は、 南緯04度13分 東経152度11分 / 南緯4.217度 東経152.183度 であった。
しかし、トクア空港は十分な航空管制設備やターミナル施設もなく、滑走路も舗装されていない状態であったため、パプアニューギニア政府は、日本政府にトクア空港の緊急整備のための無償資金協力を要請して、1995年度から1997年度にかけて整備がおこなわれ、1998年10月に新空港が開港した。
2006年の噴火の際には、空港が1日閉鎖された。

## 設備
空港は、海抜 32フィート (10 m) に位置している。滑走路は1本だけで、10/28 に配置され、アスファルト舗装がなされている表面は、 5,643 by 92フィート (1,720 m × 28 m) である。

## 就航路線
| 航空会社         | 就航地                                                   |
| ---------------- | -------------------------------------------------------- |
| ニューギニア航空 | ブカ、ホスキンズ、カビエン、リヒール島、ポートモレスビー |
| Hevilift         | （チャーター便）カビエン                                 |
| PNG航空          | ホスキンズ                                               |